# Montfa (Tarn)
Montfa település Franciaországban, Tarn megyében. Lakosainak száma 468 fő (2022. január 1.). Montfa Montpinier, Montredon-Labessonnié, Peyregoux, Saint-Germier, Saint-Jean-de-Vals és Vénès községekkel határos.

## Népesség
A település népességének változása:
| Lakosok száma | 462  | 477  | 490  | 488  | 488  | 493  | 484  | 476  | 468  |
|               | 2013 | 2015 | 2016 | 2017 | 2018 | 2019 | 2020 | 2021 | 2022 |